# NGC 3165
NGC 3165 је спирална галаксија у сазвежђу Секстант која се налази на NGC листи објеката дубоког неба.
Деклинација објекта је + 3° 22' 30" а ректасцензија 10h 13m 31,4s. Привидна величина (магнитуда) објекта NGC 3165 износи 13,9 а фотографска магнитуда 14,5. NGC 3165 је још познат и под ознакама UGC 5512, MCG 1-26-23, CGCG 36-63, PGC 29798.